# Torres Vedras (DOC)
Le Torres Vedras est un vin portugaise qui bénéficie d'une appellation d'origine (DOC), produit dans les vignobles de Torres Vedras, au centre-ouest du pays. 

## Type de vin
Les vins de Torres Vedras se présentent sous les couleurs blanche ou rouge. Le terroir pour la production de vins rouges et blancs comprend plusieurs freguesias du concelho deTorres Vedras, alors que la production des vins de cette DOC s'étend aussi sur les concelhos de Mafra et Sobral de Monte Agraço. 

## Encépagement
- Cépages noirs : Tinta roriz, Castelão et Touriga miúda et Touriga nacional.
- Cépages blanc: Arinto (ou Pedernã), Fernão Pires (Maria Gomes), Rabo de Ovelha, Seara nova et Vital.